# Tibellus sunetae
Tibellus sunetae är en spindelart som beskrevs av Van den Berg och Ansie S. Dippenaar-Schoeman 1994. Tibellus sunetae ingår i släktet Tibellus och familjen snabblöparspindlar. Inga underarter finns listade i Catalogue of Life.